# Uroczysko Kowadza
Uroczysko Kowadza – użytek ekologiczny na wzgórzu Kowadza w Tyńcu w Krakowie. Został utworzony na mocy uchwały Rady Miasta Krakowa z dnia 17 grudnia 2008 roku. Wzgórze to jest jednym z wielu porośniętych lasem Wzgórz Tynieckich wchodzących w skład Bielańsko-Tynieckiego Parku Krajobrazowego. Całe Uroczysko Kowadza ma powierzchnię prawie 10 ha, jednak ochroną w postaci użytku ekologicznego objęto jedynie 1,82 ha.
Zbudowane z wapieni wzgórze Kowadza w większości porasta las bukowo-grabowy, ale jego szczyt i górną część południowych stoków pokrywają murawy kserotermiczne. To one właśnie są głównym przedmiotem ochrony. Wapienne podłoże pokrywa tutaj bardzo cienka warstwa gleby, na której rosną rośliny wapieniolubne i ciepłolubne. Aby nie dopuścić do ich zarośnięcia lasem co roku prowadzi się zabiegi ochrony czynnej polegające na usuwaniu pojawiających się zadrzewień.
Dzięki otwartej przestrzeni ze szczytu Kowadzy rozciąga się panorama widokowa. W dolinie znajduje się Uroczysko Tyniec, w kierunku południowo-zachodnim horyzont przesłaniają wzgórza Wielkanoc i Bogucianka, w kierunku południowym Guminek, tuż po wschodniej stronie wzgórze Duża Kowodrza. Przez szczyt wzgórza prowadzi znakowany szlak turystyczny. Przy szlaku tym dla turystów przygotowano infrastrukturę turystyczną (ławki, kosze na śmieci, wiaty, tablice informacyjne).
Uroczysko powstało z inicjatywy Fundacji Miejski Park oraz Ogrodu Zoologicznego. Należy do niego siedem obiektów leśnych Krakowa: Uroczysko Górka Pychowicka, Las Wolski, Skałki Twardowskiego, Uroczysko Kostrze, Uroczysko Kowadza, Uroczysko Wielkanoc, Uroczysko Tyniec. Opisane są w broszurze „Szlak lasów miejskich Krakowa”.

## Szlaki turystyczne
zielona pętla z opactwa benedyktynów w Tyńcu przez  Wielkanoc, Kowadzę, Dużą Kowodrzę, rezerwat Skołczanka, Ostrą Górę, Grodzisko i dalej brzegiem Wisły, aż do opactwa benedyktynów. Długość około 8 km.

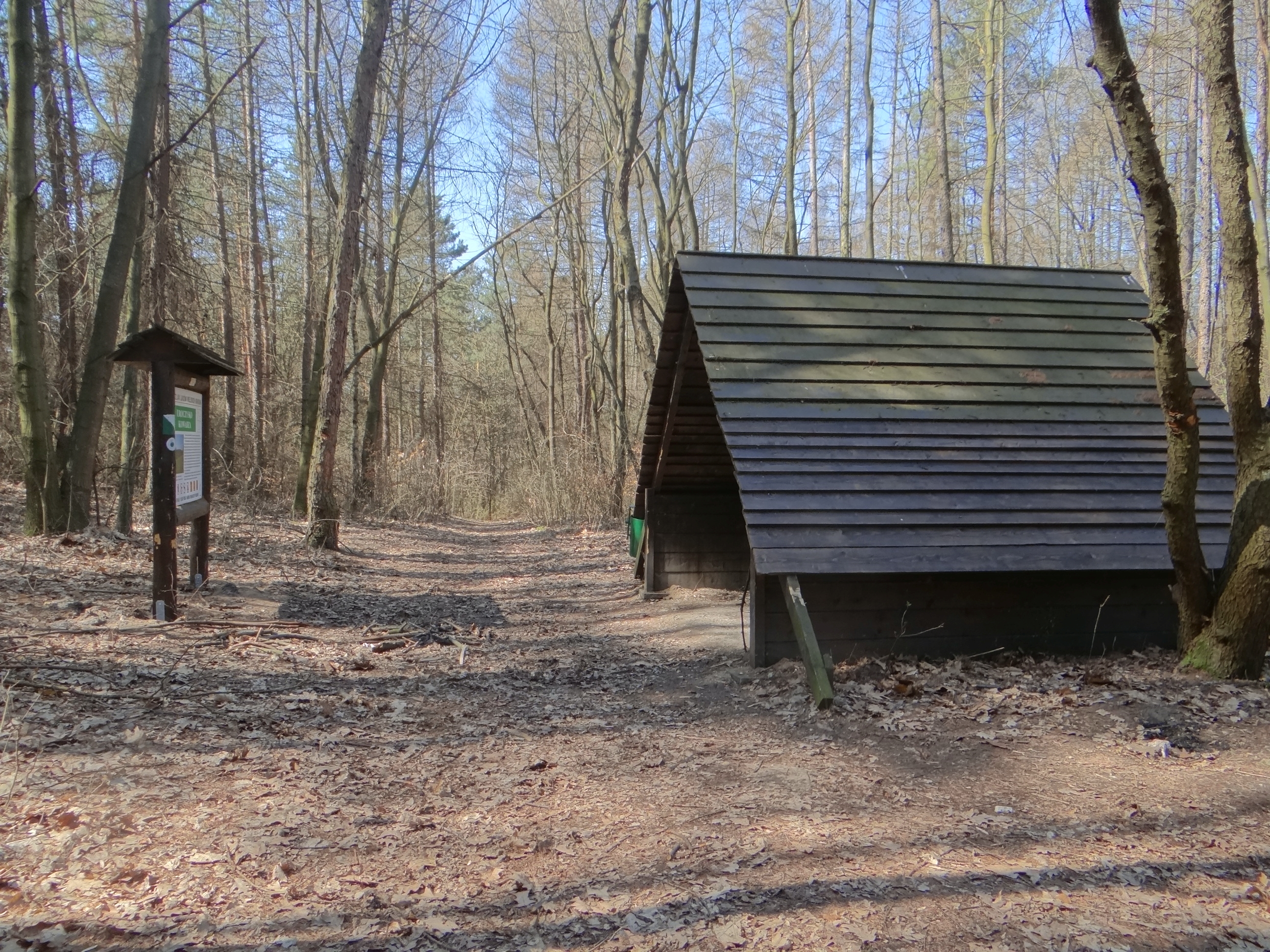
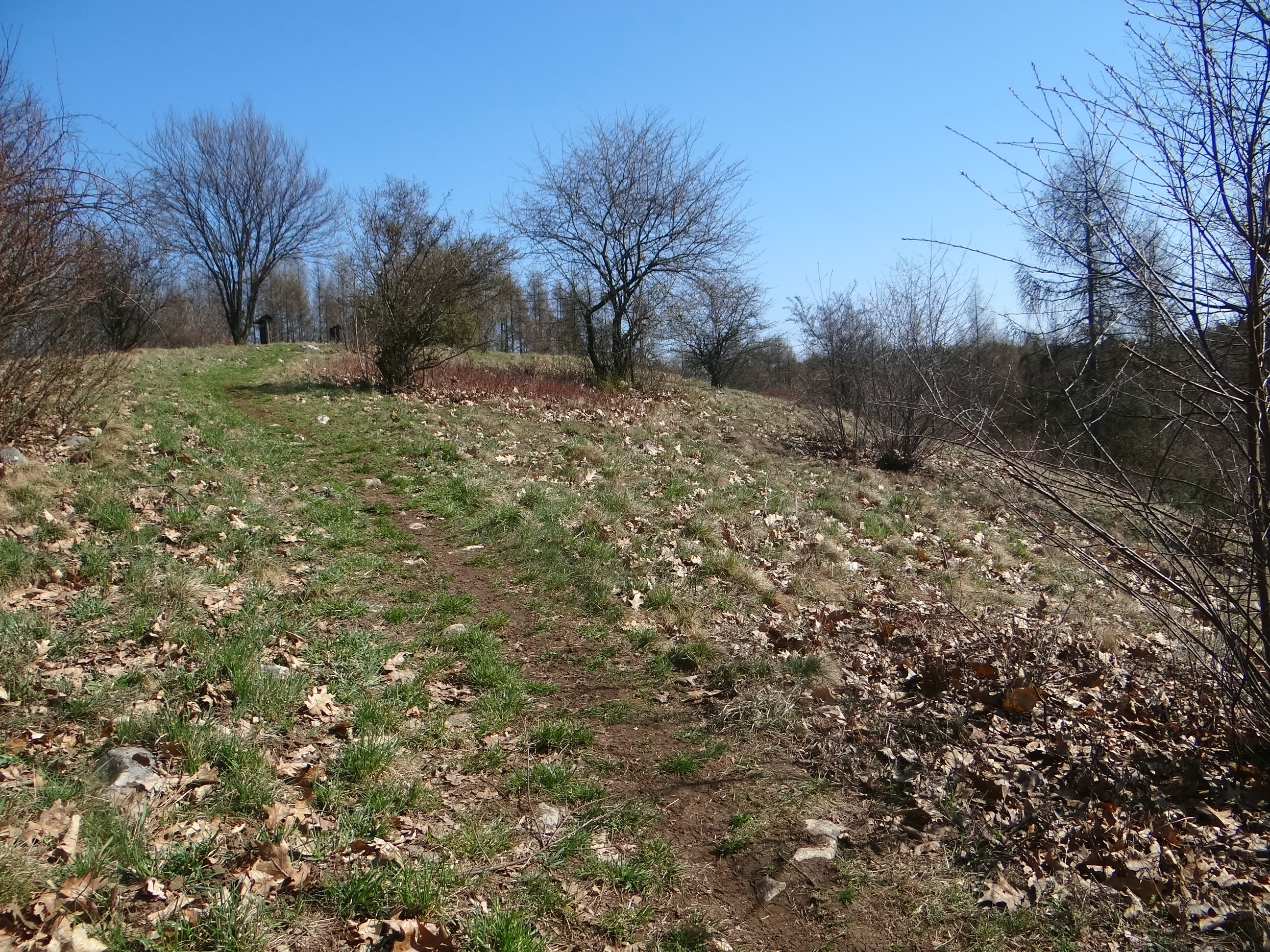
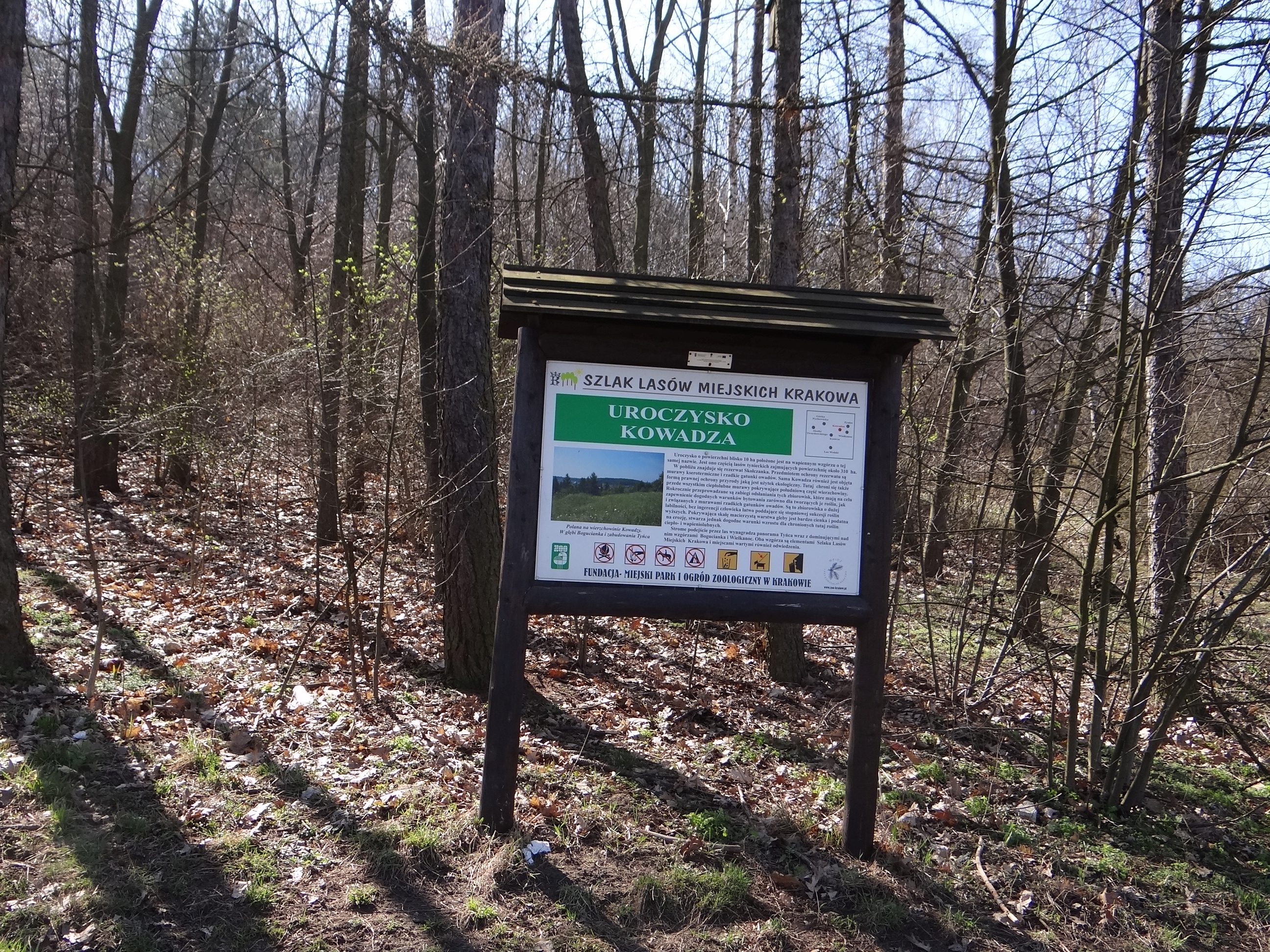